# Anastrophyllum tubulosum
Anastrophyllum tubulosum là một loài rêu trong họ Anastrophyllaceae. Loài này được Nees Grolle mô tả khoa học đầu tiên năm 1965.